# معركة سيدي قددور الدبي (1833)
معركة سيدي قدّور الدبي من أهم المعارك بعد مبايعة الأمير عبد القادر ضدّ القوات الفرنسيّة. و تُعدّ أيضا أوّل خطوة للفرنسيّين من أجل التقدّم وإحْكام السيطرة على الضواحي الجنوبيّة لمدينة وهران. وقد باغتت القوات الفرنسيّة تحت قيادة الجنرال دي ميشال في 8 ماي 1833م، جنوداسيدي عبد القادر الدبي الذي أستشهد رفقة زوجته لالة عائشة وأحد أبنائه رفقة أعداد من الفرسان ومقاتلي العبيد الغرابة، وتمكّن الفرنسيّون من أخذ أعداد وفيرة من الماشية وبعض الأحصنة والبغال.
كما تمّ أسر كثير من الأسرى غالبيتهم من النّساء. وعجز الأمير عبد القادر عن اللّحاق بالقوّات الفرنسيّة واستعادة الأسرى رُغم تحرّكه فوْر سماعه بالحادثة. وبذلك تمكّن الفرنسيّون من إضعاف رباط سيدي قدّور الدبي ليتمّ لهم فيما بعد بسط نفودهم على الضَّواحي الجنوبية لمدينة وهران 